# Agneta Stenqvist
Agneta Einarsdotter Löfqvist Stenqvist, född 1 juni 1935 i Uppsala, död 30 oktober 2019, var en svensk barn- och ungdomspsykiater.
Stenqvist, som var dotter till rektor Einar Hjorth och Essan Höjer, avlade studentexamen i Uppsala 1953, blev medicine kandidat vid Uppsala universitet 1956 och medicine licentiat där 1961. Hon var tillförordnad underläkare i Köping, Sandviken, Gävle och Eksjö 1958–1962, underläkare vid barnpsykiatriska kliniken på Malmö allmänna sjukhus 1962–1966, på barnkliniken där 1966–1967, blev överläkare vid barnpsykiatriska kliniken på Kristianstads lasarett 1968 och vid motsvarande klinik på Ystads lasarett 1983.